# Межерич, Парфирий Матвеевич
Парфирий Матвеевич Межерич (1906, село Карловка, Мариупольский уезд, Екатеринославская губерния, Российская империя — неизвестно, Донецк, Украинская ССР) — бригадир проходчиков строительного управления № 13 треста «Сталиншахтострой» Министерства строительства предприятий угольной промышленности Украинской ССР, Сталинская область. Герой Социалистического Труда (1957).

## Биография
Родился в 1906 году на территории современной Черкасской области. После освобожения Донбасса осенью 1943 года от оккупации восстанавливал разрушенные шахты, затем — бригадир проходчиков строительного управления № 13 треста «Сталиншахтострой».
Бригада под его руководством ежегодно показывала высокие трудовые результаты при строительстве новых шахт. Указом Президиума Верховного Совета СССР от 26 апреля 1957 года удостоен звания Героя Социалистического Труда за «выдающиеся успехи в деле строительства предприятий угольной промышленности» с вручением ордена Ленина и золотой медали «Серп и Молот» (№ 7711).
Этим же указом званием Героя Социалистического Труда были награждены управляющий трестом «Сталиншахтострой» Дмитрий Степанович Прокопьев, бригадиры треста Константин Тимофеевич Засько, Александр Александрович Иванов, Дмитрий Сергеевич Луговой, Григорий Ильич Павлюченко и Фёдор Дмитриевич Пичкарёв.
После выхода на пенсию проживал в Донецке. С 1968 года — персональный пенсионер союзного значения. Дата смерти не установлена.
Награды
- Герой Социалистического Труда
- Орден Ленина
- Орден Трудового Красного Знамени (04.09.1948)
- Медаль «За трудовое отличие» (02.12.1945)